# Warmtebatterij
Een warmtebatterij is een batterij met als doel om alleen maar warmte op te slaan en te leveren. Bij de chemische reactie ontstaat dan uitsluitend warmte en geen spanningsverschil. Een warmtebatterij is dan ook geen elektrochemische, maar een thermochemische batterij.
Een voorbeeld van een herbruikbare warmtebatterij is een batterij waarin een zout gedehydrateerd en later gehydrateerd kan worden door het zout te laten reageren met water(damp). Zolang het zout niet kan reageren met water(damp) wordt de energie die opgeslagen is verliesvrij opgeslagen. In 2022 toonden medewerkers van de Technische Universiteit Eindhoven het prototype van een dergelijke batterij. Deze warmtebatterij zou gebruikt kunnen worden door afvalwarmte warmer dan 80 graden of tijdelijke overschotten aan elektriciteit als later bruikbare warmte op te slaan. Een dergelijke batterij zou ook gebruikt kunnen worden als airco waarbij de warmte niet naar buiten hoeft te worden afgevoerd, maar als chemische energie in het gedehydrateerde zout kan worden opgeslagen.
Bij de verduurzaming van de proces-,  metaal- en cementindustrie, gaan warmtebatterijen een belangrijke rol spelen. Enerzijds vereisen deze zware industrieën een grote behoefte aan hoge-temperatuur-warmte en anderzijds vereist een duurzaam energiesysteem een grote behoefte aan opslag. Een warmtebatterij combineert beide eigenschappen en kan zo een brug vormen tussen duurzame intermitterende elektriciteit en industriële warmte.